# Pseudoticinella
Pseudoticinella es un género de foraminífero planctónico considerado a su vez un sinónimo posterior de Anaticinella de la subfamilia Rotaliporinae, de la familia Rotaliporidae, de la superfamilia Rotaliporoidea, del suborden Globigerinina y del orden Globigerinida. Su especie tipo era Globorotalia? multiloculata. Su rango cronoestratigráfico abarcaba el Turoniense inferior (Cretácico superior).

## Descripción
Su descripción podría coincidir con la del género Anaticinella, ya que Pseudoticinella es un sinónimo objetivo posterior. Se diferenció por la presencia de aberturas secundarias y cámaras globulares con banda imperforada en la periferia, pero estas características son también propias de Anaticinella.

## Discusión
La mayor parte de los autores han considerado Pseudoticinella un sinónimo objetivo posterior de Anaticinella, ya que utilizó la misma especie tipo en su definición, y algunos consideran este último un sinónimo subjetivo posterior de Rotalipora. Otros autores lo han considerado un sinónimo subjetivo posterior de Thalmanninella. Clasificaciones posteriores incluirían Pseudoticinella en la superfamilia Globigerinoidea.

## Clasificación
Pseudoticinella incluía a la siguiente especie:
- Pseudoticinella multiloculata †